# Septoria nambuana
Septoria nambuana är en svampart som beskrevs av Henn. 1904. Septoria nambuana ingår i släktet Septoria och familjen Mycosphaerellaceae.   Inga underarter finns listade i Catalogue of Life.